# Zenon
Zénon ali Zénon Starêjši (starogrško Ζήνων ὁ Ἐλεάτης, latinizirano: Zḗnōn ho Eleátēs), starogrški filozof in matematik, * 495 pr. n. št., Eleja (danes Velija), † okoli 430 pr. n. št., Eleja ali Sirakuze.

## Življenje in delo
Zenon je bil Parmenidov učenec, katerega težki nauk je populariziral in branil pred številnimi kritiki. Verjetno je nekaj časa živel v Atenah in naj bi med drugimi poučeval Perikla. Smatral je, da nas čutila varajo in da nam lahko samo um poda pravo in resnično spoznanje. Prvi je uporabil metodo posrednega dokaza. Z duhovitimi paradoksi je kazal na varljivost naših običajnih, s čutili dobljenih predočb. V svojih znamenitih aporijah (najbolj znane so Ahil in želva, Leteča puščica, Stadion in Dihotomija) je poskušal pokazati na nezmožnost gibanja in na prividnost mnogoterosti, s čimer je branil Parmenidovo tezo o eni, večni, nespremenljivi in negibni biti. Aristotel je pozneje navajal ugovore proti aporijam. Zenonove aporije so odkrile nekatera resnična protislovja v raznih procesih in so kazale na notranjo dialektiko določenih objektov, ki so jo pristaši njegove elejske (eleatske) šole pripisali subjektivni prividnosti, mnenju in nezmožnosti čutnega spoznanja. S tem je bil izumitelj dialektike. Ker so njegovi paradoksi temeljili na domnevi, da sta prostor in čas neskončno deljiva, je vplival na Demokrita in atomiste. 
Postavil je problem kontinuuma, ki je dobil poseben pomen v Cantorjevi teoriji množic in v kvantni fiziki. Pozneje je Gregory pokazal na obstoj konvergentnih vrst, v katerih neskončno število členov daje končno vsoto. Paradoks o Ahilu in želvi je bil, ne da bi za to vedel Zenon, povezan s konvergenčno vrsto. Prav tako ni bilo metode za računanje z neskončno deljivim, četudi bi to bilo mogoče, dokler ni Newton odkril integralnega računa.